# سیمون گودزنکو
سیمون گودزنکو (روسی: Семён Петрович Гудзенко؛ ۵ مارس ۱۹۲۲ – ۱۲ فوریهٔ ۱۹۵۳) شاعر، و روزنامه‌نگار اهل اتحاد جماهیر شوروی سوسیالیستی بود.
وی همچنین برندهٔ جوایزی همچون مدال دفاع از مسکو و مدال تسخیر بوداپست شده‌است.